# Non ignara mali, miseris succurrere disco
La frase latina Non ignara mali, miseris succurrere disco, tradotta letteralmente, significa Non ignara della sofferenza, imparo a soccorrere i miseri (gli infelici) (Virgilio, Eneide, I, 630).
Sono le parole con cui Didone riceve Enea e i suoi compagni di sventura.

Con questo verso il poeta vuol mettere in evidenza come nessuno sia più sensibile alle sventure altrui di chi ha provato le stesse (o simili) sofferenze.